# Zambia az 1984. évi nyári olimpiai játékokon
Zambia az egyesült államokbeli Los Angelesben megrendezett 1984. évi nyári olimpiai játékok egyik részt vevő nemzete volt. Az országot az olimpián 3 sportágban 16 sportoló képviselte, akik összesen 1 érmet szereztek. Zambia első érmét szerezte az olimpiai játékok történetében.

## Érmesek
| Érem  | Versenyző   | Sportág   | Versenyszám |
| ----- | ----------- | --------- | ----------- |
| Bronz | Keith Mwila | Ökölvívás | Papírsúly   |

## Atlétika
Férfi
| Versenyző        | Versenyszám | Előfutam | Előfutam | Előfutam | Negyeddöntő | Negyeddöntő | Negyeddöntő | Elődöntő | Elődöntő | Elődöntő | Döntő   | Döntő    |
| Versenyző        | Versenyszám | Idő      | Hely.    | Össz.    | Idő         | Hely.       | Össz.       | Idő      | Hely.    | Össz.    | Idő     | Helyezés |
| ---------------- | ----------- | -------- | -------- | -------- | ----------- | ----------- | ----------- | -------- | -------- | -------- | ------- | -------- |
| Henry Ngolwe     | 100 m       | 10,94    | 7.       | 63.      | kiesett     | kiesett     | kiesett     | kiesett  | kiesett  | kiesett  | kiesett | kiesett  |
| Henry Ngolwe     | 200 m       | 21,58    | 6.       | 42.      | kiesett     | kiesett     | kiesett     | kiesett  | kiesett  | kiesett  | kiesett | kiesett  |
| Davison Lishebo  | 400 m       | 46,20    | 1.       | 20.      | 45,57       | 4.          | 12.         | 45,97    | 8.       | 16.      | kiesett | kiesett  |
| Archfell Musango | 800 m       | 1:48,84  | 6.       | 39.      | kiesett     | kiesett     | kiesett     | kiesett  | kiesett  | kiesett  | kiesett | kiesett  |
| Archfell Musango | 1500 m      | 3:46,99  | 8.       | 30.      |             |             |             | kiesett  | kiesett  | kiesett  | kiesett | kiesett  |

| Versenyző      | Versenyszám | Selejtező | Selejtező | Döntő    | Döntő    |
| Versenyző      | Versenyszám | Eredmény  | Helyezés  | Eredmény | Helyezés |
| -------------- | ----------- | --------- | --------- | -------- | -------- |
| Mutale Mulenga | Magasugrás  | 205 cm    | 28.       | kiesett  | kiesett  |

## Cselgáncs
| Versenyző      | Versenyszám | Csoport | Selejtező         | 32-es főtábla           | Nyolcaddöntő      | Negyeddöntő       | Elődöntő          | Vigaszág nyolcaddöntő | Vigaszág negyeddöntő | Vigaszág elődöntő | Bronz- mérkőzés   | Döntő             | Helyezés |
| Versenyző      | Versenyszám | Csoport | Ellenfél Eredmény | Ellenfél Eredmény       | Ellenfél Eredmény | Ellenfél Eredmény | Ellenfél Eredmény | Ellenfél Eredmény     | Ellenfél Eredmény    | Ellenfél Eredmény | Ellenfél Eredmény | Ellenfél Eredmény | Helyezés |
| -------------- | ----------- | ------- | ----------------- | ----------------------- | ----------------- | ----------------- | ----------------- | --------------------- | -------------------- | ----------------- | ----------------- | ----------------- | -------- |
| James Mafuta   | Légsúly     | A       |                   | Gino Ciampa (AUS) · V   | kiesett           | kiesett           | kiesett           |                       |                      |                   |                   |                   | 18.      |
| Alick Kalwihzi | Könnyűsúly  | B       |                   | Mike Swain (USA) · V    | kiesett           | kiesett           | kiesett           |                       |                      |                   |                   |                   | 19.      |
| Asafu Tembo    | Váltósúly   | A       | erőnyerő          | Seppo Myllylä (FIN) · V | kiesett           | kiesett           | kiesett           |                       |                      |                   |                   |                   | 20.      |

## Ökölvívás
| Versenyző          | Versenyszám   | Selejtező                   | 32-es főtábla              | Nyolcaddöntő                                | Negyeddöntő                | Elődöntő                      | Döntő             | Helyezés |
| Versenyző          | Versenyszám   | Ellenfél Eredmény           | Ellenfél Eredmény          | Ellenfél Eredmény                           | Ellenfél Eredmény          | Ellenfél Eredmény             | Ellenfél Eredmény | Helyezés |
| ------------------ | ------------- | --------------------------- | -------------------------- | ------------------------------------------- | -------------------------- | ----------------------------- | ----------------- | -------- |
| Keith Mwila        | Papírsúly     |                             | erőnyerő                   | Csung Pao-ming (Chung Pao-Ming) (TPE) · RSC | Kuroiva Mamoru (JPN) · 5:0 | Salvatore Todisco (ITA) · 0:5 | kiesett           |          |
| Patrick Mwamba     | Légsúly       |                             | Ibrahim Bilali (KEN) · 2:3 | kiesett                                     | kiesett                    | kiesett                       | kiesett           | 17.      |
| Star Zulu          | Harmatsúly    | erőnyerő                    | Gustavo Cruz (NCA) · 5:0   | Maurizio Stecca (ITA) · 0:5                 | kiesett                    | kiesett                       | kiesett           | 9.       |
| Christopher Mwamba | Pehelysúly    | erőnyerő                    | Abraham Mieses (DOM) · 1:4 | kiesett                                     | kiesett                    | kiesett                       | kiesett           | 17.      |
| Jaineck Chinyanta  | Könnyűsúly    | erőnyerő                    | Emrol Phillip (GRN) · RSC  | Fahri Sümer (TUR) · 0:5                     | kiesett                    | kiesett                       | kiesett           | 9.       |
| Dimus Chisala      | Kisváltósúly  | Charles Nwokolo (NGR) · 0:5 | kiesett                    | kiesett                                     | kiesett                    | kiesett                       | kiesett           | 33.      |
| Henry Kalunga      | Váltósúly     | erőnyerő                    | Kamel Aboud (ALG) · 0:5    | kiesett                                     | kiesett                    | kiesett                       | kiesett           | 17.      |
| Christopher Kapopo | Nagyváltósúly | erőnyerő                    | Richard Finch (AUS) · 4:1  | Abdellah Tibazi (MAR) · 3:2                 | Frank Tate (USA) · RSC     | kiesett                       | kiesett           | 5.       |
| Moses Mwaba        | Középsúly     |                             | erőnyerő                   | Vincent Sarnelli (FRA) · KO                 | Mohamed Zaoui (ALG) · 1:4  | kiesett                       | kiesett           | 5.       |

RSC – a mérkőzésvezető megállította a mérkőzést